# Карабаев, Негмат
Негмат Карабаев (1916, Канибадам — 1943) — первый Герой Советского Союза таджикского происхождения.

## Биография
Негмат Карабаев был первым таджиком, удостоенным звания Героя Советского Союза. Когда началась советско-финская война, он, находясь в рядах Красной Армии, стал её участником. За проявленное в боях мужество Негмату Карабаеву в марте 1940 года было присвоено звание Героя Советского Союза за номером 140.
По завершении советско-финской войны, в 1941 году окончил ускоренный курс Сухумского стрелково-пулемётного училища.
С первых дней Великой Отечественной войны Негмат Карабаев ушёл на фронт и отважно воевал. С ноября 1941 — командир пулемётного взвода 56-го кавалерийского полка. Воевал на Западном (ноябрь-декабрь 1941) и Калининском (с декабря 1941) фронтах. Участвовал в битве за Москву, Ржевско-Вяземской и Ржевско-Сычёвской операциях. Погиб в январе 1943 года при переправе через реку Дон.

## Награды
- Медаль «Золотая Звезда» Героя Советского Союза.
- Орден Ленина.

## Память
- Именем Героя назван проспект, улица и площадь в городе Душанбе (Таджикистан).
- Площадь имени Карабаева
- Проспект Негмата Карабаева.